# Oyens
Oyens és una població dels Estats Units a l'estat d'Iowa. Segons el cens del 2000 tenia 132 habitants.

## Demografia
Segons el cens del 2000, Oyens tenia 132 habitants, 48 habitatges, i 39 famílies. La densitat de població era de 566,3 habitants/km².
Dels 48 habitatges en un 39,6% hi vivien nens de menys de 18 anys, en un 75% hi vivien parelles casades, en un 4,2% dones solteres, i en un 16,7% no eren unitats familiars. En el 14,6% dels habitatges hi vivien persones soles el 2,1% de les quals corresponia a persones de 65 anys o més que vivien soles. El nombre mitjà de persones vivint en cada habitatge era de 2,75 i el nombre mitjà de persones que vivien en cada família era de 3,03.
Per edats la població es repartia de la següent manera: un 27,3% tenia menys de 18 anys, un 6,8% entre 18 i 24, un 34,1% entre 25 i 44, un 23,5% de 45 a 60 i un 8,3% 65 anys o més.
L'edat mediana era de 33 anys. Per cada 100 dones de 18 o més anys hi havia 134,1 homes.
La renda mediana per habitatge era de 53.333 $ i la renda mediana per família de 52.500 $. Els homes tenien una renda mediana de 25.714 $ mentre que les dones 25.833 $. La renda per capita de la població era de 17.969 $. Cap de les famílies i el 2% de la població estaven per davall del llindar de pobresa.

## Poblacions més properes
El següent diagrama mostra les poblacions més properes.